# Artisia
Artisia est un village du district de Kgatleng au Botswana.